# Controvérsia da política de discriminação sexual de companhias aéreas
Três companhias aéreas, British Airways, Qantas e Air New Zealand, atraíram críticas por políticas controversas de acomodações que discriminam passageiros homens adultos com base no seu gênero. A British Airways encerrou sua política discriminatória em Agosto de 2010 após um processo judicial.

## British Airways

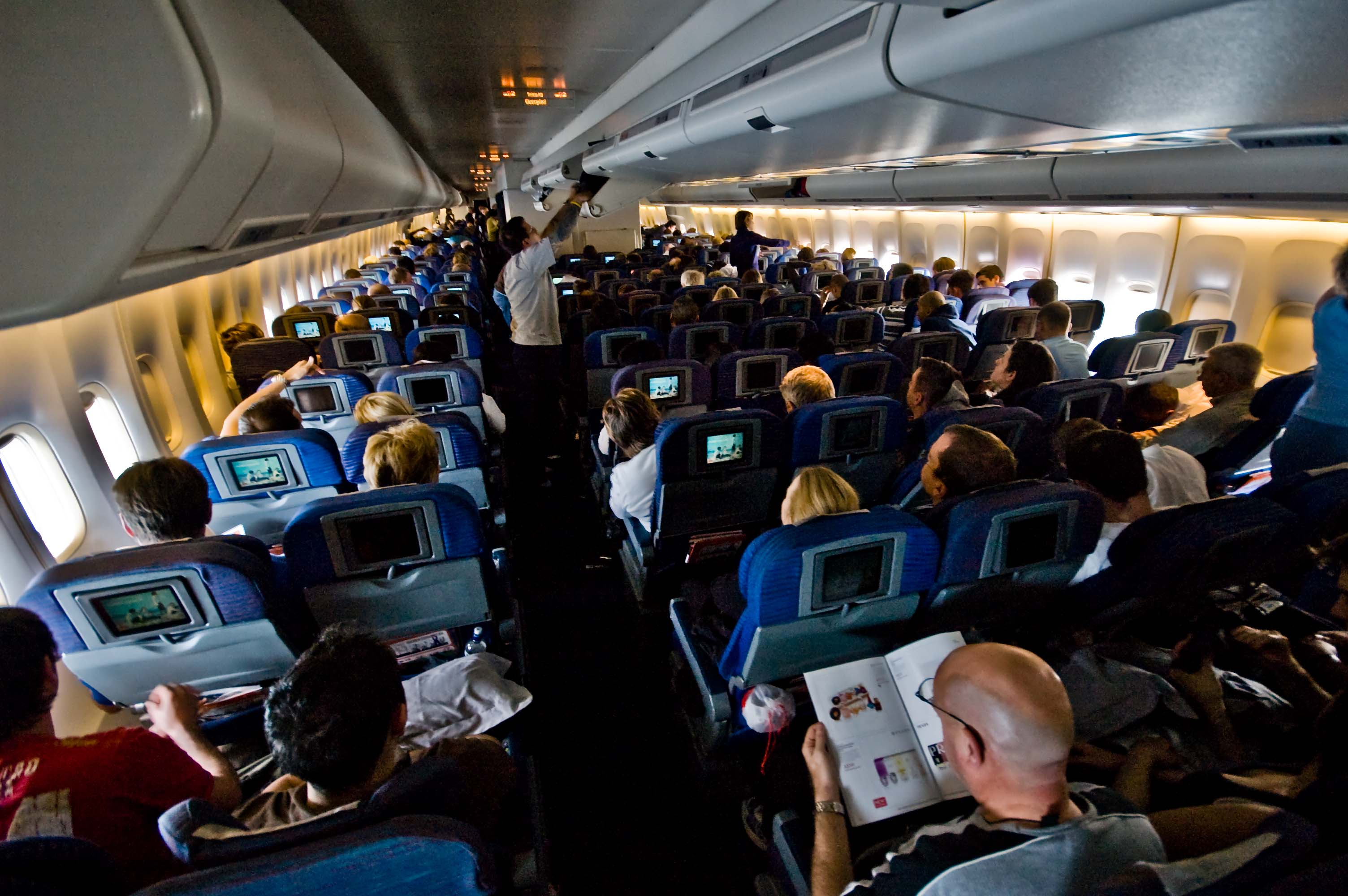
A BA baniu homens de se sentarem próximos a menores desacompanhados em voos

Em Março de 2001 foi revelado que a British Airways possuía uma política de não permitir que homens adultos passageiros se sentassem próximos a crianças desacompanhadas, mesmo se os pais da criança estivessem em outro lugar do avião. Isto levou a acusações de que a companhia aérea considerava todos os homens como molestadores em potencial, e mulheres incapazes de cometer tais abusos. O caso foi levado à tona pela primeira vez quando um executivo de negócios saiu do seu lugar para se sentar próximo a dois de seus colegas. Uma comissária de bordo então pediu para que ele se retirasse do local porque estava sentando próximo a duas crianças desacompanhadas, o que seria uma violação da política da British Airways. O executivo, um recrutador, disse que se sentiu humilhado como resultado, declarando: "Eu senti que estava sendo tirado como exemplo e que estava sendo acusado de algo."
A British Airways admitiu que sua equipe estava sob instruções de manter homens afastados de crianças desacompanhadas sempre que possível por conta dos perigos envolvendo homens pedófilos.
O caso voltou a chamar atenção em 2005, seguido de reclamações de Michael Kemp que foi instruído a trocar de lugar com sua esposa em um voo da GB Airways. A comissária de bordo informou-o de que um homem adulto desconhecido se sentar próximo de uma criança era uma violação dos regulamentos de bem-estar infantil da companhia. Este caso foi sem dúvida ainda mais notável que os outros em que os pais das crianças estavam a bordo mas ainda assim a política foi aplicada. Michele Elliot, diretora da instituição de caridade infantil Kidscape, declarou que a regra "é totalmente absurda. E marca todos os homens como potenciais criminosos sexuais."
A vítima mais notável da política foi o político (e posterior Prefeito de Londres) Boris Johnson, que criticou a companhia após a mesma tentar separá-lo dos próprios filhos num voo. Ele declarou que aqueles que criam ou defendem tais políticas "falham em compreender o terrível dano que é cometido por este sistema em presumir a culpa na população inteira de homens só por conta das tendências de uma ínfima minoria,", ligando tal discriminação ao número reduzido de professores homens e posterior desempenho abaixo do esperado em escolas. Como os outros, Johnson também levantou a falha na política em ignorar as mulheres que cometem crimes de abuso e definiu as companhias aéreas com tais políticas como "covardes" por aderirem à "histeria lunática."
A British Airways defendeu a política, declarando que foi implementada como resultado de pedidos de consumidores. E argumentou que "estava respondendo a um receio de abusos sexuais."
Em Janeiro de 2010 o empresário Mirko Fischer de Luxemburgo processou a companhia aérea por discriminação sexual seguido de um incidente onde ele foi forçado a trocar de assento como resultado da política, se separando da sua esposa grávida. Fischer declarou: "Eu fui obrigado a me sentir como um criminoso na frente de outros passageiros. Foi totalmente humilhante." Em 24 de Junho de 2010, o Sr. Fischer teve êxito em obter uma compensação da British Airways com a companhia admitindo a prática de discriminação sexual neste caso. A BA arcou com £ 2.161 em custos e £ 750 em danos, que Fischer donou para instituições de proteção infantil. A BA disse que a "política estava agora sob revisão". Em Agosto de 2010, a British Airways mudou sua política e começou a acomodar menores desacompanhados em uma maneira não-discriminatória próximos à tripulação da cabine de passageiros.

### Descontinuidade
Em Fevereiro de 2016 a British Airways anunciou a descontinuação do serviço de "Menores Desacompanhados" (ou "Unaccompanied Minor", em inglês) para crianças menores de 12 anos.

## Qantas e Air New Zealand

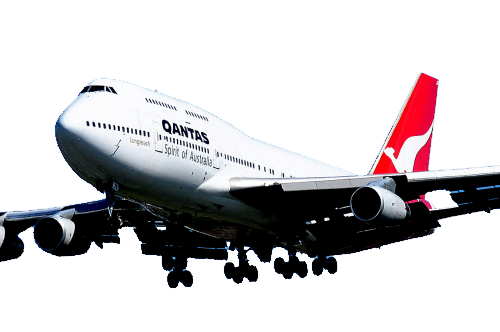

Em Novembro de 2005 foi revelado que a Qantas e a Air New Zealand possuíam políticas de acomodação semelhantes à da British Airways. A política veio à tona seguida de um incidente em 2004 quando foi solicitado à Mark Wolsay, que estava sentado próximo a um jovem garoto em um voo da Qantas na Nova Zelândia, que trocasse de lugar com uma passageira. Uma comissária de bordo informou a ele que "era política da companhia aérea que apenas mulheres poderiam se sentar próximas à crianças desacompanhadas".
O Sr. Wolsay, um gerente de vendas, declarou que sentiu que a política era "totalmente discriminatória", e o New Zealand Herald sugeriu à companhia-aérea que a implicação da política era de que "considerava passageiros homens como perigosos para crianças". O Partido Verde neozelandês declarou que a política era discriminatória e relatou o assunto ao Alto Comissariado para Direitos Humanos.
Ao tomar conhecimento das políticas diversos protestos ocorreram incluindo uma subida na árvore durante 22 horas em protesto de um duplo aleijado de nome Kevin Gill em Nelson, na Nova Zelândia. Ele declarou que a política poderia ser apenas o primeiro passo para posteriormente banir homens de se sentarem próximos a crianças em eventos esportivos e outras formas de transporte público. Gill também levantou a questão sobre o que aconteceria se a mesma política fosse focada na questão da raça e tendo como alvo minorias étnicas ao invés de homens.
A publicidade gerada pela situação em 2005 levou outras vítimas da política a descreverem publicamente suas experiências. Por exemplo, o bombeiro Phillip Price de Bethlehem (Nova Zelândia) revelou que foi forçado a trocar de lugar em 2002 num voo da Air New Zealand para Christchurch.
Cameron Murphy, presidente do Conselho Australiano de Liberdades Civis (NSW Council for Civil Liberties), criticou a política e declarou que "não havia nenhuma base para o banimento". Ele disse que era errado assumir que todos os homens adultos representavam um perigo para crianças. A política também foi criticada por falhar ao levar em consideração mulheres abusivas assim como ignorar circunstâncias em que crianças também cometem crimes sexuais.
 Assim como no caso da British Airways alguns críticos fizeram uma ligação entre tais políticas e problemas mais amplos na sociedade como a quantidade reduzida de homens na rede de ensino,

com outros traçando paralelos com o caso de Rosa Parks.
Alguns defenderam a política no entanto, como Gillian Calvert da Comissão para Proteção dos Direitos de Crianças e Jovens da Austrália (NSW Commissioner for Children and Young People), declarando que existem mais criminosos sexuais homens do que mulheres e que "na ausência de qualquer outro teste, é uma maneira que a companhia-aérea pode reduzir o risco de crianças viajarem sozinhas". Ela acredita que a possibilidade de um ataque seria raro mas não impossível, alegando que "são apenas alguns poucos homens que fazem esse tipo de coisa, mas quando fazem eles rebaixam todos os homens". O porta-voz da Air New Zealand David Jamieson disse que a companhia não tinha intenção de rever a política e admitiu que estava sendo colocada em prática por muitos anos.
Em Agosto de 2012 a controvérsia voltou à tona, quando Daniel McLuskie, um enfermeiro, teve de trocar de lugar com uma passageira num voo da Qantas após a equipe da mesma notar que ele estava sentado próximo a uma garota sem vínculos que viajava sozinha. O homem se sentiu discriminado e humilhado perante os passageiros, tido como um pedófilo. Um porta-voz da Qantas defendeu a política como consistente com outras companhias aéreas da Austrália e pelo mundo.

## Virgin Australia
Em 2012, se tornou conhecimento público que a Virgin Australia também implementou essa política. Johnny McGirr (um bombeiro de 33 anos) foi instruído para que mudasse de lugar por um/a comissário/a de bordo da Virgin. Quando perguntado o motivo, o mesmo citou a política da empresa e disse ao Sr. McGirr "que não poderia sentar próximo a dois menores desacompanhados." O/A comissário/a disse a uma passageira "Você poderia sentar neste lugar, é que ele não pode se sentar próximo a menores." Um protesto público no Twitter levou a Virgin Australia a anunciar que irá rever sua política que impede homens de se sentarem próximo a crianças desacompanhadas em voos. Uma pessoa escreveu na página de Facebook da Virgin Australia: ‘‘Como professor, me entristece que homens não sejam tidos como modelos positivos para crianças, porque outros tem o pensamento de que ‘ser homem = ser um molestador em potencial’.’’